# الأساس العنصري للتاريخ الأوروبي

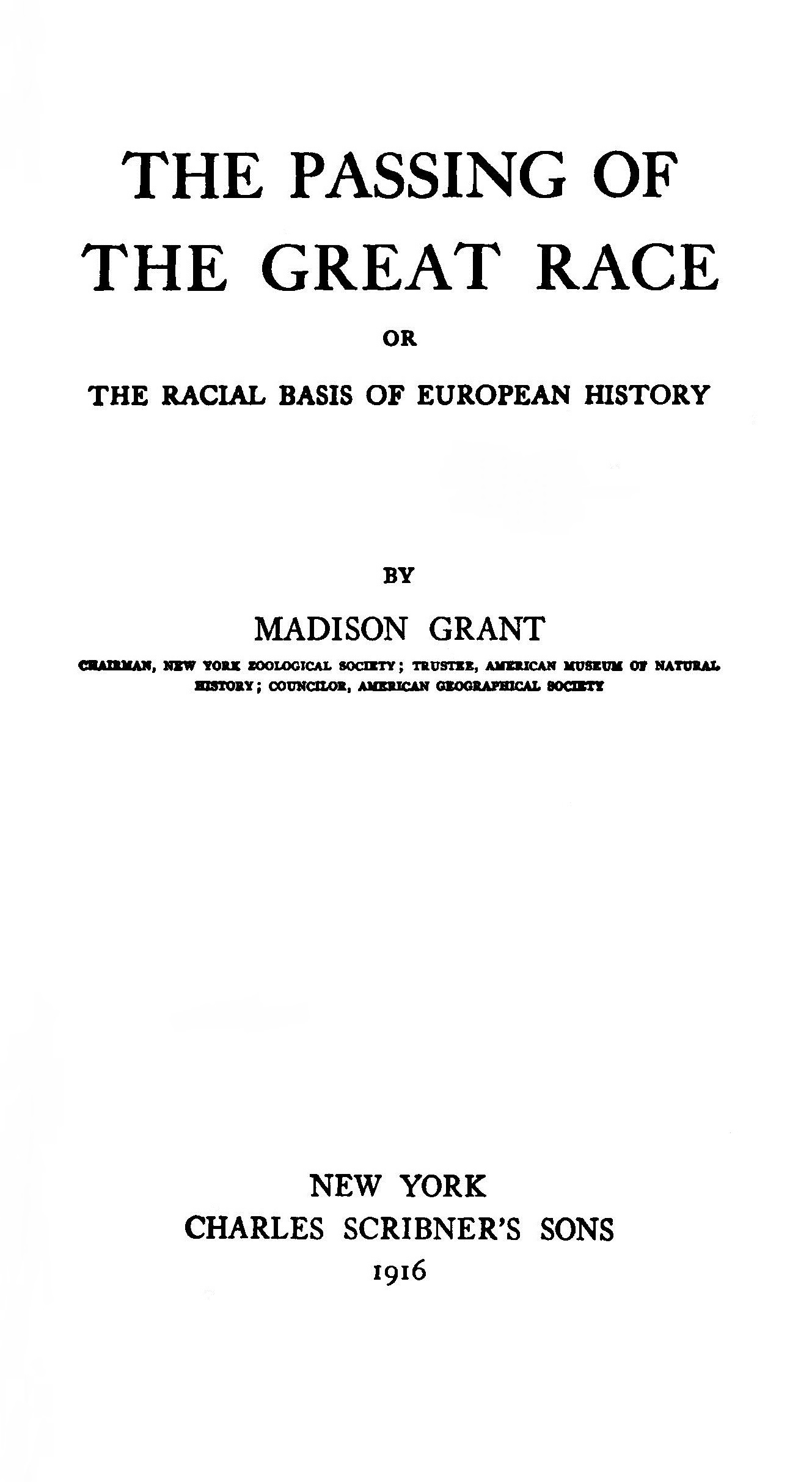
صفحة العنوان للطبعة الأولى من عام 1916 من The Passing of the Great Race.

The Passing of the Great Race: أو، الأساس العنصري للتاريخ الأوروبي هو كتاب صدر عام 1916 لمحسين النسل، المحامي، وعالم الأنثروبولوجيا الأمريكي ماديسون غرانت. على الرغم من أنه مؤثر، إلا أنه تم تجاهله إلى حد كبير عندما ظهر لأول مرة؛ مرت عدة مراجعات وإصدارات، لكنها لم تكن من أكثر الكتب مبيعًا. يشرح جرانت نظرية تفوق عرق الشمال ويدافع عن برنامج تحسين النسل.
تم رفض اقتراح جرانت لإنشاء برنامج قوي لتحسين النسل من أجل سكان الشمال الأوروبي من قبل الأميركيين في الثلاثينيات والأوروبيين بعد عام 1945. يعتبر أحد الأعمال الرئيسية في تقاليد العنصرية العلمية في القرن العشرين.

## محتويات

### فهرس
الجزء الأول - العرق واللغة والجنسية
- أولا العرق والديمقراطية
- II. الأساس المادي للعرق
- III. العرق والموئل
- IV. منافسة الأعراق
- خامسا العرق واللغة والجنسية
- السادس. العرق واللغة
- VII. الأجناس الأوروبية في المستعمرات

الجزء الثاني - الأعراق الأوروبية في التاريخ
- اولا رجل العصر الحجري
- II. العصر الحجري القديم
- III. العصر الحجري الحديث والبرونزي
- IV. عرق جبال الألب
- خامسا عرق البحر المتوسط
- السادس. عرق الشمال
- VII. توتوني أوروبا
- VIII. توسع الشمال
- IX. الوطن الاسكندنافي
- X. عرق الشمال خارج أوروبا
- XI. القدرات العرقية
- XII. آرية
- XIII. أصل اللغات الآرية
- XIV. اللغة الآرية في آسيا

### القسم الأول

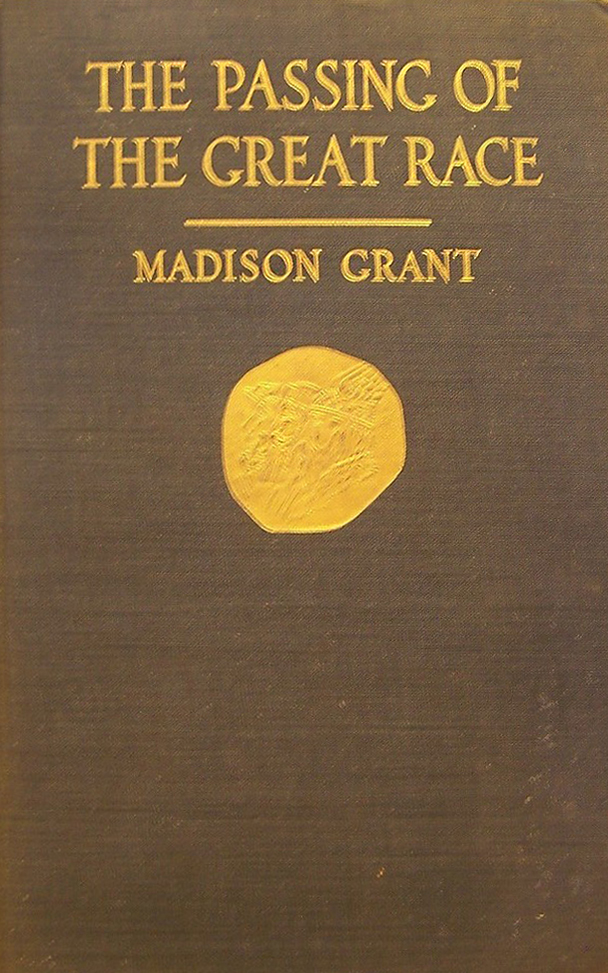
غلاف الطبعة الأولى (1916)

يتناول القسم الأول أساس العرق ومواقف غرانت بشأن القضايا السياسية (تحسين النسل). يتركز هؤلاء حول الأعداد المتزايدة من المهاجرين من أوروبا غير الشمالية. يزعم جرانت أن أعضاء المجتمع البروتستانت الأمريكي المعاصر الذين كانوا قادرين على تتبع أجدادهم إلى العصور الاستعمارية كانوا يتربصون بالمخزونات العرقية للمهاجرين و«الأقل شأنا». منح أسباب أن الولايات المتحدة كانت دائمًا دولة نوردية، تتألف من مهاجرين من شمال أوروبا من إنجلترا واسكتلندا وهولندا في العهد الاستعماري ومن مهاجرين من شمال أوروبا من أيرلندا وألمانيا في أوقات لاحقة. يشعر جرانت بأن بعض أجزاء أوروبا كانت متخلفة وأن مصدرًا لمخزون عنصري غير مؤهل للبنية السياسية الشمالية للولايات المتحدة. كما تهتم جرانت أيضًا بتأثير توسع السكان السود في الولايات المتحدة في المناطق الحضرية في الشمال.

## نظرية الشمال

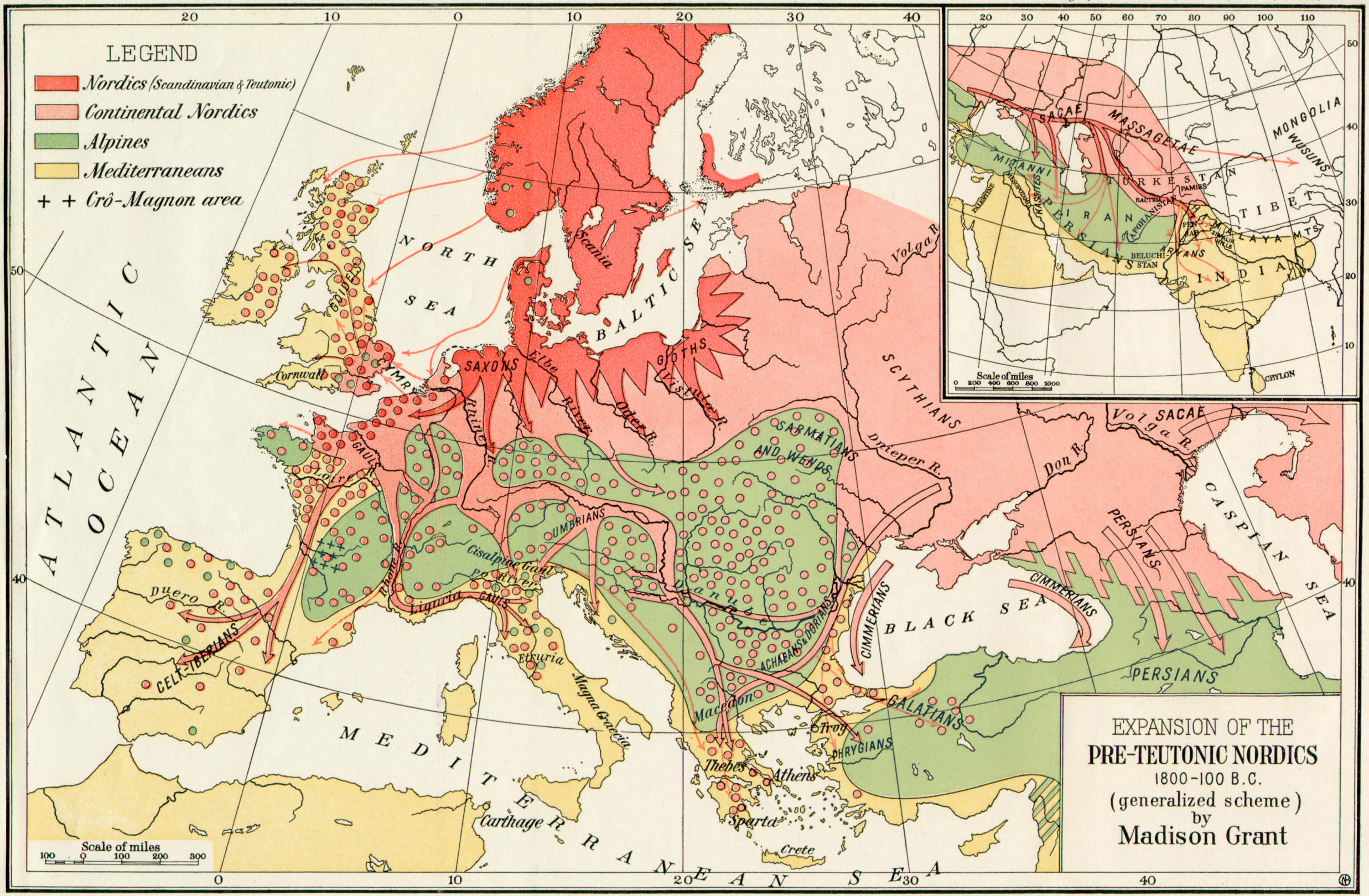
"التوسع في بلدان الشمال الأوروبي قبل توتوني" - تأثير الشمال المبكر ينتشر في القارة.

كتاب غرانت هو عمل مفصل للنظافة العرقية يشرح التاريخ العرقي للعالم. إنه يعتمد على النظريات العلمية في علم الوراثة والتطور الدارويني، وكذلك كتابات علماء تحسين النسل السابقة والمؤلفين العنصريين، لإنشاء توليفة مكتوبة تهدف للوصول إلى القارئ الغير متخصص بالموضوع.
باختصار، يوضح الكتاب تفسير جرانت للأنثروبولوجيا والتاريخ المعاصر، والذي يرى أنه يدور أساسًا حول فكرة العرق بدلاً من البيئة. وهو يروج تحديداً لفكرة عرق الشمال كمجموعة اجتماعية رئيسية مسؤولة عن التنمية البشرية؛ وبالتالي فإن العنوان الفرعي للكتاب هو الأساس العنصري للتاريخ الأوروبي. يدعم جرانت أيضًا تحسين النسل، ويدافع عن تعقيم «غير المرغوب فيهم»، وهو علاج قد يمتد إلى «الأنواع التي يمكن أن يطلق عليها نقاط الضعف» و«ربما في النهاية إلى الأعراق التي لا قيمة لها»:
تشمل الرسائل الأخرى في عمله توصيات لتثبيت المنظمات المدنية من خلال نظام الصحة العامة لإقامة شبه ديكتاتوريات في مجالاتها الخاصة مع السلطات الإدارية لفصل الأعراق غير المواتية في الأحياء اليهودية. ويذكر أيضًا أن التوسع في أنواع الأجناس غير الشمالية في نظام حرية الشمال يعني في الواقع عبودية للرغبات والعواطف والسلوكيات الأساسية. في المقابل، فإن هذا الفساد في المجتمع سيؤدي إلى خضوع المجتمع النوردي لأعراق «دنيا». والنتيجة ستكون غرق الأجناس الشمالية الأصلية تحت نظام فاسد ومحسوس تهيمن عليه الأجناس السفلية.

## التأثير
بحلول عام 1937، قيل أن الكتاب باع 17000 نسخة في الولايات المتحدة. تلقى الكتاب مراجعات إيجابية في عشرينيات القرن العشرين، لكن شعبية جرانت تراجعت في الثلاثينيات. كان من بين الذين اعتنقوا الكتاب ورسالته أدولف هتلر، الذي كتب إلى جرانت أن يشكره شخصيًا على كتابته، مشيرًا إلى الكتاب على أنه «كتابي المقدس».